# Епископ горњокарловачки Генадије
Генадије Димовић (Шиклош, 1710 — Плашки, 1796) је био осми владика горњокарловачки.

## Биографија
Замонашен је у манастиру Раковцу. Дуго је био војни свјештеник. У старијим годинама поново се вратио у свој манастир. 1781. у Раковцу је произведен у архимандрита. На засједању Синода године 1786. попуњено је више владичанстава. По Манојлу Грбићу, за владику горњокарловачког био је изабран Стеван Стратимировић, а за будимског Генадије Димовић. Стратимировић је био и потврђен за ово владичанство, али прије одласка на дужност молио је премјештај. Тако он добива будимскужо владичанство а Генадије Димовић потврђен за горњокарловачко владичанство. Димовић је рукоположен јуна мјесеца 1786. послије чега је одмах дошао у владичанство. Владичанством је управљао 10 година.
Уживао је љубав народа и свјештенства. Много га је поштивао и митрополит Мојсије Путник. На чувеном Благовештенском сабору 1790. учествовао је са три свештена лица, седам официра и два трговца из својг владичанства. Са њима «од стране племства» био је и ријечки посједник Арсеније Шакабента. Пошто није остварена одлука да се у Темишвару оснује болословија (сјемениште), ријешено је да се богословија оснује у Сријемским Карловцима. Владичанству горњокарловачком одређено је да за издржавање богословије годишње даје 1.312 форинти.
Владика Димовић, иако стар, поправио је прилике у Владичанству. Мијешање војних лица у црквени живот вратио је у оквире закона. Један официр који је малтретирао свјештеника, на интервенцију владике, кажњен је са 300 форинти. За вријеме владике Димовића дошло је у владичанство доста свјештеника из Босне од којих су многи једва знали читати. А било је и таквих који су знали читати али не и писати. О овом проблему писао је он митрополиту Путнику. Морално стање народао оцртао је у својој посланици од маја 1794. Настојао је да сједиште владичанства пребаци у Петрињу, али није успио. На Благовјештењском сабору предлаже да се сједиште владичанства премјести у Карловац али није подржан.
Умро је у дубокој старости у 86. години живота. Сахрањен је у владичанској цркву у Плашком, поред владике Јакшића. Митрополит Стратимировић о његовој смрти забиљежио је у свом дневнику: «Умре же сеј ревнителниј епископ дне 20. децембра 1796, у шест сати по подне у Плашком».